# Johan Winslow
Johan Winslow (ibland Winslov), född 20 augusti 1638 i Osby socken, död 20 mars 1709, var en danskfödd präst och professor, huvudsakligen verksam i Sverige.

## Biografi
Winslows far var prosten och kyrkoherden i Osbys och Loshults församlingar Hans Hansson Winslovius. Johan studerade i Köpenhamn mellan 1656 och 1665, och flyttade sistnämnda år till Lund, där han var inneboende hos kaniken och kyrkoherden Badenius och assisterade denne vid predikningar. Redan 1667 blev han dock huspredikant hos Ebbe Ulfeldt, och förordnades 1676 till fältpräst under Skånska kriget. Efter freden blev han biskop Canutus Hahns notarie vid dennes visitationer i Skåne och Blekinge, och utnämndes 1682 till konsistorienotarie i Lund, en post han kom att upprätthålla till 1695. Med notarietjänsten följde även tjänsten som kyrkoherde för Stävie och Lackalänga församlingar. Winslow utnämndes 1683 till teologie adjunkt vid Lunds universitet, och promoverades 1688 till filosofie magister. Året efter blev han extra ordinarie professor i kyrkohistoria vid samma lärosäte, en tjänst han uppbar till sin död.
Johan Winslow gifte sig 1683 med Elisabeth Erman, dotter till universitetsapotekaren Paul Erman och syster till kontraktsprosten över Västra Göinge Nils Ehrman.